# 蒟蒻薯
蒟蒻薯（学名：Tacca leontopetaloides）为薯蕷科蒟蒻薯属的植物。原產於東南亞島嶼，在史前時代被波里尼西亞人帶到南亞、非洲、东太平洋、澳大利亞等地，萃取其地下塊根中的澱粉作為食物。